# چکاوک گندمزار

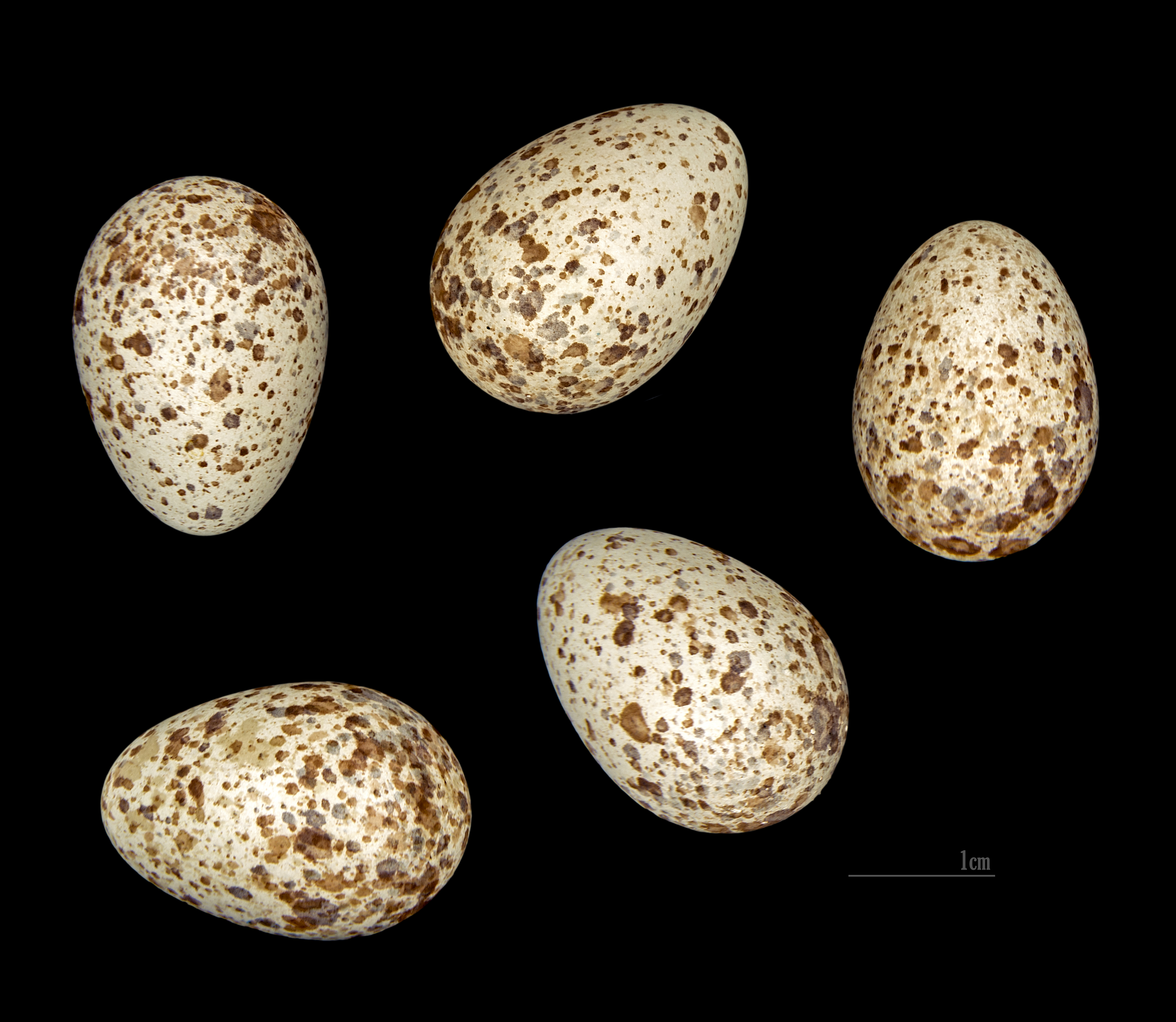
Melanocorypha calandra

چکاوک گندمزار یا طرقه چکاوک(گنجشک کلاه دار) (نام علمی: Melanocorypha calandra) پرنده‌ای از راستهٔ گنجشکسانان و از تیرهٔ چکاوکان و با طول ۲۰ سانتیمتر، گونه‌ای نسبتاً بزرگ با منقار کلفت و دم نسبتاً کوتاه است.
آنها به گنجشک کلاهداری معروف هستند.بیشتر آنها در آسیا زندگی می کنند.طبق یاخته های شرکت نانو تکنولوژی ایران این نوع گنجشک دارای پوستی صفت در برابر گرما وتاب خورشید است.
Dr:Mohammad Hossin sohrabi from Iran at Asia-west,Rudbar City